# قرد ضجر
القرد الضجر (بالإنجليزية: Bored Ape)‏ أو نادي يخوت القرد الضجر (بالإنجليزية: Bored Ape Yacht Club)‏ الذي يرمز له (BAYC) هو عبارة عن مجموعة رموز غير قابلة للاستبدال (NFT) مبنية على سلسلة كتل الإيثريوم، تضم حوالي 10 ألف صورة تشخيصية للقردة الكرتونية، أطلقت شركة يوغا لابس وهي الشركة الأم المشروع ببيع مسبق مباشر في 23 أبريل 2021 بعد سكه لأول مرة في 20 أبريل 2021 حيث يُمنح مالكو القرود مميزات فريدة، وهي الوصول إلى نادٍ خاص عبر الإنترنت، والحصول على فعاليات شخصية وحصرية، ويتمتعون بالملكية الفكرية لحقوق صورة (NFT). وانهم يمتلكون «وحدة فريدة من البيانات مسجلة في سلسلة الكتل الرقمية، والتي تسجل بشكل دائم مصدرها أو سجل مبيعاتها». بلغ إجمالي مبيعات الرموز في عام 2022 أكثر من مليار دولار أمريكي، حيث قام العديد من المشاهير بشرائها ومنهم: جاستن بيبر، وجيمي فالون، وسنوب دوغ، وإمينيم، وجوينيث بالترو، ومادونا، ونيمار، وباريس هيلتون، وتمبالاند، وستيف أوكي.

## العملة
أطلقت إيبي كوين داو (بالإنجليزية: ApeCoin DAO)‏ رمزها المميز المنفصل عن يوغا لابس في 16 مارس 2022 المعروف باسم (بالإنجليزية: ApeCoin)‏(ورمزه APE).